# Velikoustjugskij rajon
Il Velikoustjugskij rajon (in russo Великоустюгский район?) è un rajon dell'Oblast' di Vologda, nella Russia europea; il capoluogo è Velikij Ustjug. Istituito il 19 luglio 1924, ricopre una superficie di 7.720 chilometri quadrati ed ospita una popolazione di circa 20.000 abitanti.